# Сакро-Куоре-ди-Кристо-Ре (титулярная диакония)
Титулярная диакония Сакро-Куоре-ди-Кристо-Ре (лат. Diaconia Sacratissimi Cordis Christi Regis) — титулярная церковь была создана Папой Павлом VI 5 февраля 1965 года буллой Sacrum Cardinalium Collegium. Титулярная диакония принадлежит базилике Сакро-Куоре-ди-Кристо-Ре, расположенной в квартале Рима Делла-Виттория, на виале Джузеппе Мадзини.

## Список кардиналов-дьяконов и кардиналов-священников
- Дино Стаффа — титулярная диакония pro illa vice (29 июня 1967 — 24 мая 1976, назначен кардиналом-священником Санта-Мария-сопра-Минерва)[1][2];
- Бернарден Гантен — (27 июня 1977 — 25 июня 1984), титулярная диакония pro hac vice (25 июня 1984 — 29 сентября 1986, назначен кардиналом-епископом Палестрины)[1][2];
- Жак-Поль Мартен — (28 июня 1988 — 27 сентября 1992, до смерти)[1][2];
- Карло Фурно — (26 ноября 1994 — 24 февраля 2005), титулярная диакония pro hac vice (24 февраля 2005 — 10 мая 2006, назначен кардиналом-священником Сант-Онофрио)[1][2];
- Станислав Рылко — (24 ноября 2007 — 19 мая 2018), титулярная диакония pro illa vice (19 мая 2018 — по настоящее время)[1][2].